# Zopherus concolor
Zopherus concolor es una especie de coleóptero o escarabajo de la familia Zopheridae.
Mide 12-22 mm. Es negro, con tubérculos elitrales grandes, redondeados. Habita en Nuevo México (Estados Unidos).